# Feliks Haczyński
Feliks Tadeusz Haczyński, ps. Haki-Bej, Haki Bey (ur. 21 stycznia 1890 Radzyniu, zm. 6 października 1946) – polski dziennikarz.

## Życiorys
Feliks Haczyński urodził się 21 stycznia 1890 w Radzyniu na Podlasiu, w rodzinie Wacława, ziemianina, i Kazimiery z Buczelskich. Jego bratem był Wacław (1894–1940), ziemianin, rolnik, działacz społeczny, poseł, oficer Wojska Polskiego, ofiara zbrodni katyńskiej.
Studiował na uniwersytecie w Chicago oraz w szkole nauk politycznych w Paryżu. W latach 1921–1924 był redaktorem naczelnym „Dziennika Chicagoskiego”, w 1924 redaktorem „Nowego Świata” w Nowym Jorku, w 1926 redaktorem „Wyzwolenia”. Od 1927 pracował w wydziale prasowym MSZ. W latach 1931–1932 pełnił funkcję attaché prasowego w Konsulacie RP w Mińsku (BSRR). Od 1932 był sekretarzem redakcji, redaktorem politycznym PAT, później w latach 1936–1939 korespondentem PAT w Moskwie. Współpracował także z „Kurierem Polskim”. 11 listopada 1937 „za zasługi na polu dziennikarstwa” otrzymał Krzyż Kawalerski Orderu Odrodzenia Polski. Od 29 sierpnia 1940 na uchodźstwie w Brazylii, gdzie pracował w polskim poselstwie oraz jako nauczyciel angielskiego. Jego żona Lucyna udzielała się w Czerwonym Krzyżu i organizowała polski kościół w Brazylii. Miał jedną córkę Danutę Haczyńską da Nóbrega (ur. 1929).